# Arméns brigadcentrum
Arméns brigadcentrum (BrigC) var ett truppslagscentrum för infanteriet, kavalleriet och pansartrupperna inom svenska armén som verkade åren 1995–1997. Förbandsledningen var förlagd i Skövde garnison i Skövde.

## Historik
Den 1 juli 1991 organiserade Armén så kallade truppslagscenter, detta i samband med försvarsutredning 1988 genom att truppslagsinspektörerna med truppslagsavdelningar i arméstaben slogs samman med arméns strids- och skjutskolor samt övriga truppslagsskolor, vilka bildade så kallade Truppslagscenter. Denna omstrukturering resulterade i att arméns skolor avvecklades och de nyuppsatta truppslagscentren övertog ansvaret över utbildningen vid skolorna. 
Genom att Infanteri- och Norrlandsförbanden mekaniserades i samband med försvarsbeslutet 1992 kom Pansarinspektören tillsammans med Infanteriinspektören i juni 1993 att begära tillstånd hos Arméchefen Åke Sagrén att slå samman Arméns pansarcentrum och Arméns infanteri- och kavallericentrum. Den 1 juli 1995 bildades Arméns brigadcentrum genom en sammanslagning av Arméns infanteri- och kavallericentrum (InfKavC) och Arméns pansarcentrum (PaC). De skolor som ingått i de två tidigare truppslagscentren kom att organiseras som Stridsskola Nord (SSN), Stridsskola Mitt (SSM) och Stridsskola Syd (SSS). Chefen för Arméns brigadcentrum innehade befattningen Brigadinspektören. 
Genom försvarsbeslutet 1996 kom Arméns samtliga truppslagscenter att avvecklas, och dess uppgifter övertogs av Armécentrum (ArméC). Detta ledde till att Arméns brigadcentrum avvecklades den 31 december 1997 som enhet, de tre ingående stridsskolorna bildade den 1 januari 1999 Markstridsskolan (MSS). I samband med denna avveckling försvann även befattningen Brigadinspektör.

## Ingående enheter
- Stridsskola Nord (SSN) var lokaliserad i Umeå och utgjordes av tidigare Infanteriets och kavalleriets officershögskola (Inf/KavOHS).
- Stridsskola Mitt (SSM) var lokaliserad i Borensberg och utgjordes av tidigare Infanteriets officershögskola (InfOHS) och Infanteriets stridsskola (InfSS).
- Stridsskola Syd (SSS) var lokaliserad i Skövde och utgjordes av tidigare Pansartruppernas stridsskola (PS).

## Heraldik och traditioner
När Arméns brigadcentrum bildades antogs den 18 januari 1996 "Kungarop" (Berg) som förbandsmarsch, vilken senare fastställdes den 13 juni 1996. Efter att centrumet upplöstes och avvecklades har inget annat förband övertagit förbandsmarschen.

## Förbandschefer
Förbandschefen för Arméns brigadcentrum var tillika brigadinspektör med tjänstegraden överste av första graden. Nedan lista är en förteckning över pansarinspektörer verksamma åren 1995–1997.
- 1995–1997: Alf Sandqvist

## Namn, beteckning och förläggningsort
| Arméns brigadcentrum | 1995-07-01 | – | 1997-12-31 |

| BrigC | 1995-07-01 | – | 1997-12-31 |

| Skövde garnison (F) | 1995-07-01 | – | 1997-12-31 |
| Borensberg (D)      | 1995-07-01 | – | 1997-12-31 |
| Umeå garnison (D)   | 1995-07-01 | – | 1997-12-31 |